# Графензульц
Графензульц (нем. Grafensulz) — посёлок в Австрии, в федеральной земле Нижняя Австрия.
Входит в состав округа Мистельбах. Население 110 чел. Занимает площадь 6,12 км². Официальный код — 31630.

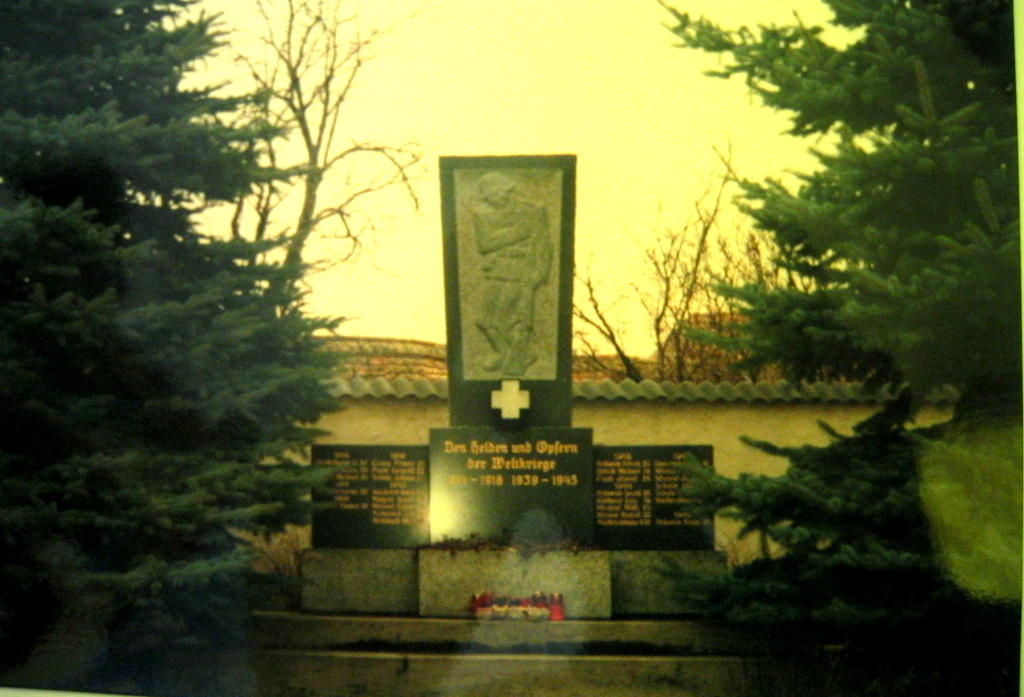
Графензульц